# De Notelaer

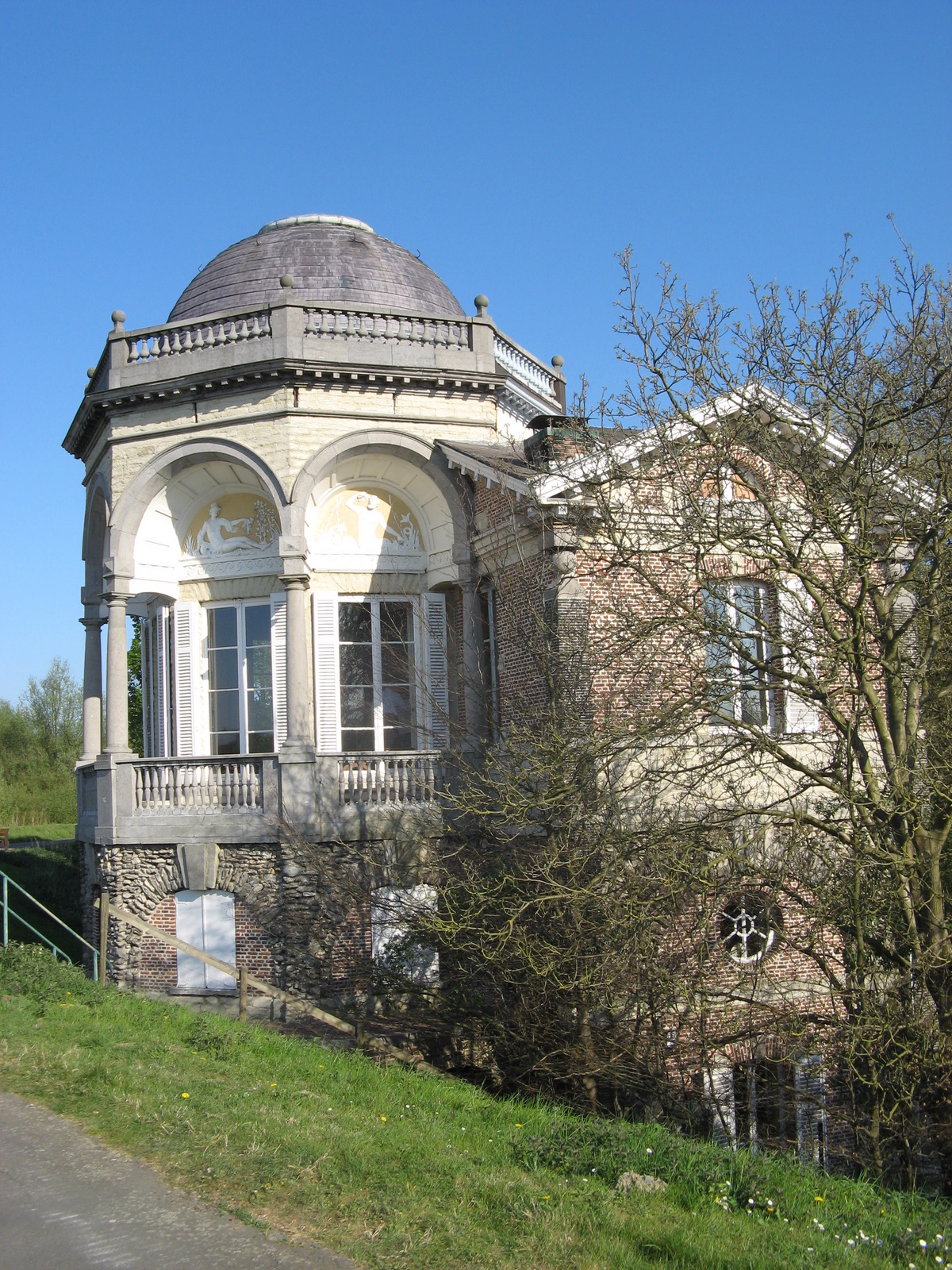

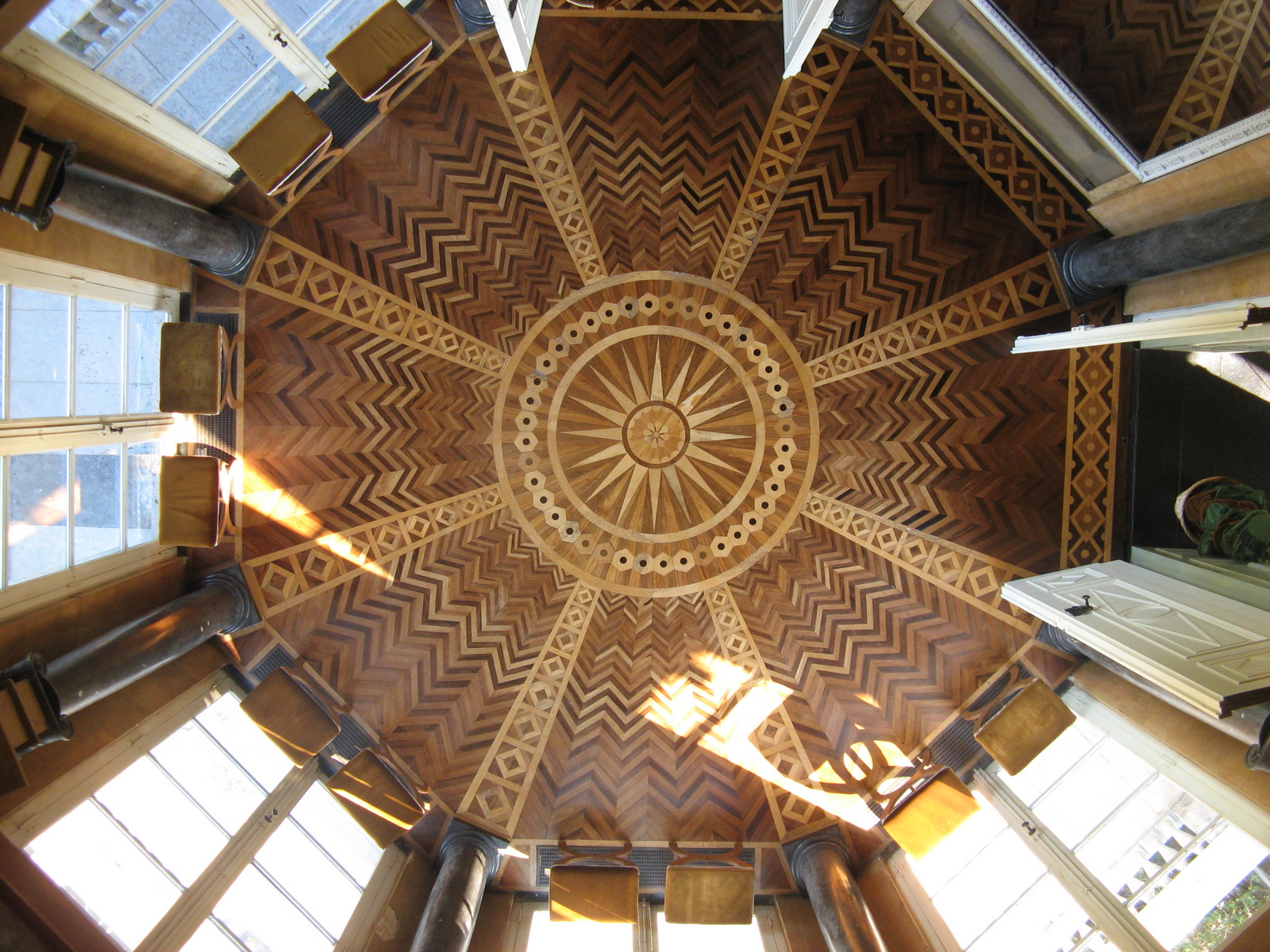
Parket in rond het paviljoen

De Notelaer is een paviljoen aan de rivier de Schelde in de Belgische plaats Bornem. Het werd in opdracht van hertog Wolfgang-Willem d'Ursel en zijn vrouw Flore d'Arenberg gebouwd tussen 1792 en 1797 en dankt zijn naam aan een markante notenboom die in de zeventiende eeuw op de Scheldedijk stond. Eerder was er op die plaats een veerdienst.
De start van de bouw was in juli 1792 onder de eerste Franse bezetting (november 1792 - maart 1793) en na de Slag bij Neerwinden (1793) werd de bouw verder gezet. In 1794 moest de hertog vluchten en werd aanvankelijk de bouw hervat in 1796 en voltooid in 1797
Het paviljoen raakte beschadigd bij de overstroming van 1953. De familie D'Ursel verkocht het weinig later. 
Louis Camu kocht de Notelaer in 1963 en liet het gebouw restaureren door Simon Brigode (1909-1978) één belangrijke persoon die Belgische monumenten na de oorlog restaureerde.
Het werd daarop een trefpunt voor kunstenaars. Van 1970 tot 1983 woonde hier de kunstenaar Vic Gentils.
In 1984 kwam het paviljoen in handen van de Vlaamse Gemeenschap. Toerisme Vlaanderen opende er een Scheldecentrum, uitgebaat door de vzw De Notelaer. Erfgoed Vlaanderen is sinds 1999 erfpachthouder, maar de vzw blijft er de werking verzekeren.
In 2001 kreeg het paviljoen televisiebekendheid als locatie ("Villa Vorlat") voor de serie Stille Waters.

## Bouw van de Notelaer
1794  de 5 reliefs werden geplaatst en de buitenmuren werden geschilderd
1797 werd de parket vloer geplaatst 
1797 smeedijzer op schoorsteen geplaatst